# 厦门市金尚中学
厦门市金尚中学，简称金尚中学，是一所位于福建省厦门市湖里区的公办初中，于2001年由厦门市政府批复开办，现设有36个教学班，在校生近2000人。

## 历任校长
| 校长姓名 | 就任   | 卸任   |
| -------- | ------ | ------ |
| 唐建生   | 2005年 | 2019年 |
| 林洲辉   | 2019年 | 至今   |